# مایک کانلی جونیور
مایک کانلی جونیور (انگلیسی: Mike Conley Jr.؛ زادهٔ ۱۱ اکتبر ۱۹۸۷) بازیکن بسکتبال اهل ایالات متحده آمریکا است.
وی همچنین برندهٔ جوایزی همچون جایزه ورزشکاری ان‌بی‌ای شده‌است.
از باشگاه‌هایی که در آن بازی کرده‌است می‌توان به ممفیس گریزلیز اشاره کرد.